# 石城岛
石城岛位于中国辽宁省东南部的黄海中，北与庄河市相距4海里，与南部9个岛屿共同组成石城列岛，是长山群岛中距大陆最近的岛群。面积26.77平方公里。经济以水产养殖和旅游业为主。